# Lani Tupu
Lani John Tupu (Auckland, Novi Zeland, 4. studenog 1955. -) je novozelandski glumac najpoznatiji po ulozi Bialar Craisa u znanstveno fantastičnoj seriji Farscape u kojoj je još posuđivao glas liku Pilota.

## Filmografija
| Godina        | Naslov                         | Uloga                              | Format                   |
| 1988.         | Send a Gorilla                 | Ian Hunter                         | Film                     |
| 1989.         | The Punisher                   | Laccone                            | Film                     |
| 1990.         | Mission: Impossible            | Otagi                              | TV serija                |
| 1990.         | Embassy                        | Kalim                              | TV serija                |
| 1990.         | Marlin Bay                     | David Spence                       | TV serija                |
| 1992.         | Police Rescue                  | David Goldberg                     | TV serija                |
| 1993.         | The Feds: Abduction            | Idris Karya                        | TV film                  |
| 1994.         | Time Trax                      |                                    | Tv serija                |
| 1994.         | G.P.                           | Brian Farmer                       | TV serija                |
| 1994.         | High Tide                      | Rev. Henry                         | TV serija                |
| 1996.         | Water Rats                     | Fereti Tavita                      | TV serija                |
| 1996.         | Flipper                        | Count Vicente                      | TV serija                |
| 1997.         | Heart of Fire                  | Roger Parks                        | TV film                  |
| 1998.         | Tales of the South Seas        | Caleb Trader                       | TV serija                |
| 1998.         | House Gang                     | Dennis                             | TV serija                |
| 1999.         | The Lost World                 | River Guide                        | TV film                  |
| 2000.         | Green Sails                    | CCT Negotiator                     | TV film                  |
| 1999. – 2000. | The Lost World                 | Prince Apep's Slave / Tolmac       | Tv serija                |
| 1999. – 2003. | Farscape                       | Bialar Crais / Pilot               | TV serija                |
| 2001.         | Lantana                        | Patrick's lover                    | Film                     |
| 2001.         | The Finder                     | Lyle Riskin                        | TV film                  |
| 2002.         | Farscape: The Game             | Bialar Crais / Pilot               | Videoigra (posudio glas) |
| 2003.         | Grass Roots                    | Lynton Aubrey                      | TV serija                |
| 2002. – 2004. | Stingers                       | Consul Khemal Lazo / Ellery Berman | TV serija                |
| 2003.         | Liquid Bridge                  | Sharky Garcia                      | Film                     |
| 2004.         | Farscape: The Peacekeeper Wars | Pilot (posudio glas)               | TV mini-serija           |
| 2006.         | Monarch Cove                   | Joe                                | TV serija                |
| 2006.         | The Condemned                  | El Salvador Warden                 | Film                     |
| 2007.         | Welcome Home                   | Rob                                | Film                     |
| 2007.         | Home and Away                  | Lou Baines                         | TV serija                |

## Vanjske poveznice
- IMDB - Lani Tupu
- Lani Tupu - Službene stranice